# マイケル・ジャクソン：ザ・イモータル・ワールドツアー
マイケル・ジャクソン：ザ・イモータル・ワールドツアー(Michael Jackson: The Immortal World Tour)はシルク・ドゥ・ソレイユの公演演目の一つである。シルク・ドゥ・ソレイユの特徴的なアクロバティックなパフォーマンスおよび生演奏のコンサート形式に加え、マイケル・ジャクソンの音楽や映像を使用している。この公演はマイケル・ジャクソンの遺産管理財団と契約されている。ロック・コンサートに類似したこの公演は2011年10月2日にツアー公演が始まった。約2年の北米ツアーの後、ヨーロッパやその他の地域を巡業する。
このツアー公演とは別に、2013年5月よりネバダ州ラスベガスにあるマンダレイ・ベイでマイケル・ジャクソンを題材にしたレジデントショー（常設公演）マイケル・ジャクソン・ワン(Michael Jackson ONE)が開演される。マイケル・ジャクソンの音楽活動などにちなんだラウンジも併設される予定である。かつては、この公演ザ・イモータルがレジデントショーになるという報道が流れたが、誤報であった。
マイケル・ジャクソンの遺産管理財団はこの公演のためにシルク・ドゥ・ソレイユと契約を結んでいる。シルク・ドゥ・ソレイユの公演で使用されるマイケル・ジャクソンの楽曲で構成されるアルバム『イモータル』が製作され、2017年までの楽曲使用として2億5千万ドルでソニーと契約した。50会場での公演が予定されていたが、ファンからの要望とチケットの売れ行きにより公演が追加され、北米とヨーロッパで計250公演が行われることとなった。2011年10月に公演が開始されてからたった2ヶ月後の2011年12月、1億ドル以上のチケット売り上げとなり、フォーブスによると全米で最高のツアー公演となった。
日本では、ダイハツ工業の特別協賛で「ダイハツ プレゼンツ マイケル・ジャクソン ザ・イモータル ワールドツアー BY シルク・ドゥ・ソレイユ」として2013年5月9日の埼玉（さいたまスーパーアリーナ）公演を皮切りに、横浜（横浜アリーナ）・名古屋（日本ガイシホール）・福岡（マリンメッセ福岡）・大阪（大阪城ホール）の5都市で公演を行い、全36公演31万人を動員した。

## 経歴
2010年10月2日、シルク・ドゥ・ソレイユとマイケル・ジャクソンの遺産管理財団はマイケル・ジャクソンの公式サイト上で『マイケル・ジャクソン：ザ・イモータル・ワールドツアー』の製作が発表された。プレス・リリースでは「映像、ダンス、音楽、ファンタジーを融合させたこの公演は、観客をマイケルの創作世界にどっぷりと浸かることができる。この公演は観客の目の前にマイケル・ジャクソンの芸術性を展開する。マイケルの才能に初めて触れる方から長年のファンまでマイケルの本質、魂、創造性を体験でき、世代を越えて引き継がれる彼の才能を祝うことができる。」と発表している。
ブリトニー・スピアーズのアルバム『サーカス』、マドンナのアルバム『ハード・キャンディー』、リアーナのアルバム『R指定』、それぞれのツアーも手掛けた監督、脚本家であるジェイミー・キングはこの公演の焦点としてマイケルの『恵みの木(Giving Tree)』を取り入れたかった、と語った。
シルク・ドゥ・ソレイユ社長兼CEOのダニエル・ラマーはインタビューで、チケット発売後24時間で20万枚売り上げた、と語った。

## 公演内容
この公演はマイケル・ジャクソンの音楽を基に構成されている。シルク・ドゥ・ソレイユは実際にマイケルと作品を作り上げたことのある者も含み、10名以上の著名な振付家を製作チームに取り入れている。
- チャイルドフッド(Childhood ): 住民達の目覚めのパントマイム
- スタート・サムシング(Wanna Be Startin' Somethin' ): ダンスおよびアクロバット
- ファナティクス～シェイク・ユア・ボディ(Fanatics - Shake Your Body (Down to the Ground) ): 5人の熱狂的ファンが観客の写真を撮り、ネヴァーランドに入ろうとする
- ダンシング・マシーン(Dancing Machine ): 電動ケーブルでの溶接工たちのパフォーマンス
- ベンのテーマ(Ben ): マイケルの動物愛への賛美
- ハートブレイク・ホテル(This Place Hotel ): 空中タンゴ
- スムーズ・クリミナル(Smooth Criminal ): グループ・ダンス
- デンジャラス(Dangerous ): ポールダンス
- ファナティクス～ジャクソン5メドレー(Fanatics - The Jackson 5 Medley ): 熱狂的ファン達のネヴァーランド入場を賭けたコンペティション
- マイム(Mime ): ビートボックスに合わせた、マイケルの才能を称えたパントマイム
- ヒューマン・ネイチャー(Human Nature ): 空中フラフープ
- スケアリー・ストーリー～イズ・イット・スケアリー(Scary Story -Is It Scary ): 曲芸
- バット～スレトゥンド(Bats - Threatened ): 空中技
- スリラー(Thriller ): パルクール
- スワン～キャント・ストップ・ラヴィング・ユー(Swans - I Just Can't Stop Loving You ): 宙吊りデュエット・ダンス
- 今夜はビート・イット(Beat It): 熱狂的ファンがマイケルの特徴的な装飾品を操る
- ジャム(Jam ): バスケットボールを使用したヒップホップ・ダンス
- アース・ソング(Earth Song ): 自然の中での抗争を表現するパントマイム
- スクリーム(Scream ): 宙返り(男子新体操)、空中技
- ゴーン・トゥー・スーン(Gone Too Soon ): 4つの馬型のゆりかごを使ったパントマイム
- ゼイ・ドント・ケア・アバウト・アス(They Don't Care About Us ): グループ・ダンス
- ヒール・ザ・ワールド～ウィル・ユー・ビー・ゼア(Heal the World-Will You Be There ): 出演者たちが赤いハートを持って登場する
- アイル・ビー・ゼア(I'll Be There): ピアノのみの伴奏で11歳時のマイケルが歌う
- メガミックス～キャン・ユー・フィール・イット/今夜はドント・ストップ/ビリー・ジーン/ブラック・オア・ホワイト(Can You Feel It/Don't Stop 'til You Get Enough/Billie Jean/Black or White ): つり輪、ダンスなど世界中のダンス
- マン・イン・ザ・ミラー(Man in the Mirror ): マイケル・ジャクソンへのセレブレーションで締めくくるフィナーレ

## セレブリティの観劇
多くのセレブリティなどの観客たちはポップ界の王（King of Pop）の壮大なトリビュート公演に魅了された。マイケル・ジャクソンの音楽を賞賛するハリウッド映画スター、TVパーソナリティ、モデル、音楽家などが観劇した。
- ブラッド・ピットはパートナーのアンジェリーナ・ジョリーや子供たちと共にラスベガスでの公演で48歳の誕生日を祝った[12]。
- ジェイ・Zとビヨンセはラスベガス公演を観た最初のセレブリティである[13]。
- リアーナはカリフォルニア州ロサンゼルスでの公演を観劇したセレブリティの一人である。
- エヴァ・ロンゴリア・パーカーもマイケルの熱狂的ファンであり、ロサンゼルスのステイプルズ・センターで観劇し、「シルク・ドゥ・ソレイユの『マイケル・ジャクソン：ザ・イモータル・ワールドツアー』は素晴らしい!マイケルに会いたい!」とツィートしている[14]。
- コートニー・コックスと彼女の娘もロサンゼルスで観劇して魅了されたジョシュ・グローバンはマイケルとは違うジャンルの歌手であるが、マイケルのファンであり、この公演に魅了された。[15]。
- タイラ・バンクス、ナオミ・キャンベルなどのモデルたちはニューヨークのマディソン・スクエア・ガーデンの三夜連続公演を観劇した[16]。
- 『glee/グリー』の出演者たちもカリフォルニア州で観劇し[17]『glee/グリー』でマイケル・ジャクソンのエピソードが放送されると最高視聴人数970万人を突破した。このシーズンでこのエピソードが最高視聴率を獲得した訳ではないが、楽曲売上は世代によって最高となった。マイケル・ジャクソンをテーマにしたこの10曲はiTunes第一週目に405,773トラックを売り上げた。iTunesでのトップ30に全曲ランクインした[18]。